# Lóbulo parietal
El lóbulo parietal es uno de los seis lóbulos principales, de cada hemisferio del cerebro. Este lóbulo es, dentro de los lóbulos cerebrales, el que ocupa la zona bajo el hueso parietal, es decir, en las partes medias y laterales que forman el cráneo. Está ubicado cerca del centro del cerebro detrás del lóbulo frontal, delante del lóbulo occipital y por encima del lóbulo temporal.
Tiene dos funciones principales: somatosensación y la integración sensomotora integra información visual, auditiva y somatosensorial con el fin de guiar el comportamiento.
Aquí es donde los impulsos de la piel, tales como calor, frío, dolor y el tacto, se interpretan.
Es la entrada sensorial que proviene de un área del cuerpo (como por ejemplo los dedos). La superficie del lóbulo parietal está implicada en el procesamiento de la información.
Es un elemento esencial de la información espacial, nos proporciona la capacidad de juzgar el tamaño, la distancia y la forma de los objetos. Un área específica de forma triangular conocida como la corteza de asociación parietal nos da la capacidad de comprender el lenguaje escrito y resolver problemas matemáticos.También es esencial en una serie de funciones cognitivas como la atención, el procesamiento numérico y la memoria de trabajo.
El hemisferio izquierdo del lóbulo parietal es a menudo más activo en las personas diestras. Este lóbulo se utiliza principalmente en el manejo de la simbología de letras y números. El hemisferio derecho tiende a ser más activo en las personas zurdas y ayuda con la interpretación de las imágenes y las distancias dentro de ellas, como las que existen en los mapas.
Independientemente del uso de las manos, en las personas no predomina un hemisferio u otro; usamos ambos lados del lóbulo parietal.

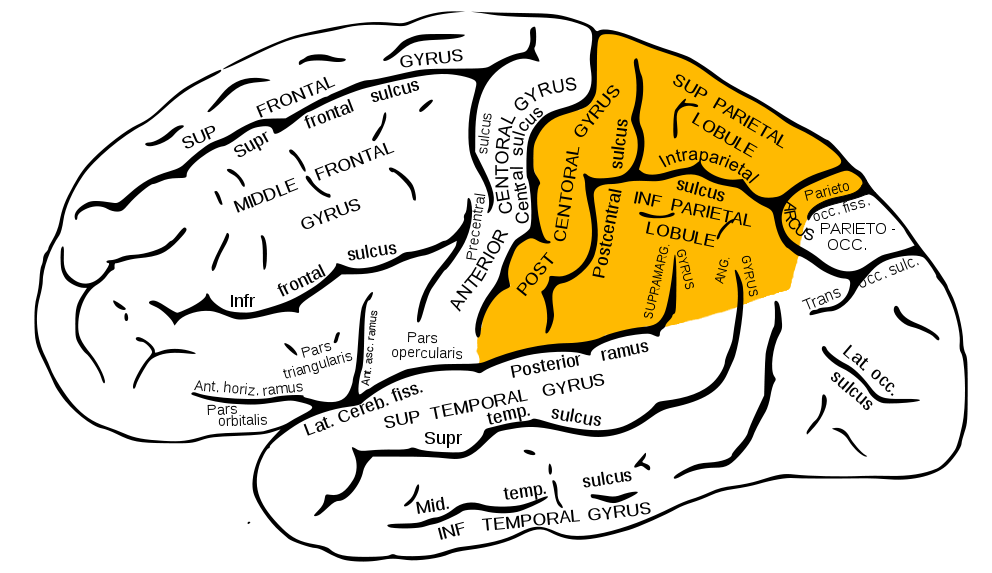
Lóbulo parietal

Se trata de la zona cerebral que está encargada especialmente de recibir las sensaciones de tacto, calor, frío, presión, dolor, y coordinar el equilibrio. Cuando se lesiona, da anestesia en el brazo y pierna del lado opuesto, a veces con dolores y epilepsias sensitivas, y desequilibrios de balance. La lesión del lado izquierdo da trastornos en el lenguaje, dificultad para leer y dificultad para realizar cálculos matemáticos.